# Paula Salomon-Lindberg
Pour les articles homonymes, voir Salomon et Lindberg.
Paula Salomon-Lindberg, née Levi le 21 décembre 1897 à Frankenthal (Royaume de Bavière) et morte le 17 avril 2000 à Amsterdam (Pays-Bas), est une contralto classique  allemande de renommée internationale active principalement avant la Seconde Guerre mondiale. 
Elle est spécialisée dans le lied, l'oratorio et la cantate, et, accessoirement, dans l'opéra.

## Biographie
Le nom original de Paula Salomon-Lindberg est Paula Levi. Son père est Lazarus Levi, juif Religionslehrer (de) et hazzan, qui avait une réputation particulière en tant que chanteur, bien au-delà de la ville de Frankenthal. Il est né le 16 juillet 1862 à Eckardroth et s'établit à Frankenthal en 1896, qui, à l'époque, appartenait à la Bavière. Le  9 mars 1897, il épouse Sophia Mayer, née à Frankenthal le 29 décembre 1872. Le seul enfant issu du mariage est leur fille Paula. Lazarus Levi meurt le  17 novembre 1919 et sa femme, le 26 novembre 1930, tous deux morts à Frankenthal. Leur tombe, au nouveau cimetière juif de Frankenthal, est toujours préservée aujourd'hui,.
Salomon-Lindberg reçoit son éducation principalement à Mannheim et à Berlin par Julius von Raatz-Brockmann. Elle apprend le contrepoint auprès d'Ernst Toch. Elle devient célèbre dans les années 1920 et apparait principalement dans des œuvres de la période baroque comme la Passion selon saint Matthieu de J.S. Bach, le Messie de Haendel, mais aussi dans des œuvres plus modernes comme Das Lied von der Erde de Gustav Mahler. En 1929, elle donne une représentation au Grand Théâtre de Genève. Entre 1930 et 1933, elle chante les parties d'alto dans des interprétations de cantates de Bach dans l'église Saint-Thomas de Leipzig. Le 4 septembre 1930, elle épouse à Frankenthal le chirurgien Albert Salomon (1883-1976), devient la belle-mère de la peintre Charlotte Salomon et apparaît désormais sous le nom de Lindberg-Salomon au lieu de Paula Lindberg. 
Elle était amie avec de nombreuses personnalités telles que Siegfried Ochs, Kurt Singer, Erich Mendelsohn, Alfred Einstein, Paul et Rudolf Hindemith et Albert Schweitzer, et sa maison est un lieu de rencontre fréquent pour des soirées musicales et sociales. Aux murs de l'habitation est présentée une petite collection d'art constituée de 1928 à 1935 avec, entre autres, des œuvres de Theodoor van Loon, Gustav Schönleber et Ambrosius Bosschaert.
Après avoir été interdite de se produire en 1933, elle chante jusqu'en 1937 pour le Kulturbund Deutscher Juden qu'elle a aidé à construire sous la direction de Kurt Singer. Elle s'y produit notamment avec la pianiste Grete Sultan. À partir de 1935, elle prend des cours avec le professeur de chant Alfred Wolfsohn. Grâce à un comportement déterminé et à de nombreuses démarches administratives, elle parvient à obtenir la libération de son mari  du camp de concentration de Sachsenhausen, qui avait été emprisonné en 1938 à la suite de la Nuit de Cristal (Kristallnacht). Dans le Künstlerhilfe, elle soutient également d'autres personnes en danger et peut aider beaucoup d'entre elles à émigrer.  En 1939, elle s'enfuit avec son mari à Amsterdam, où ils sont tous deux internés dans le camp de transit de Westerbork en 1943, mais s'échappe et survit à l'occupation en se cachant jusqu'en 1944.

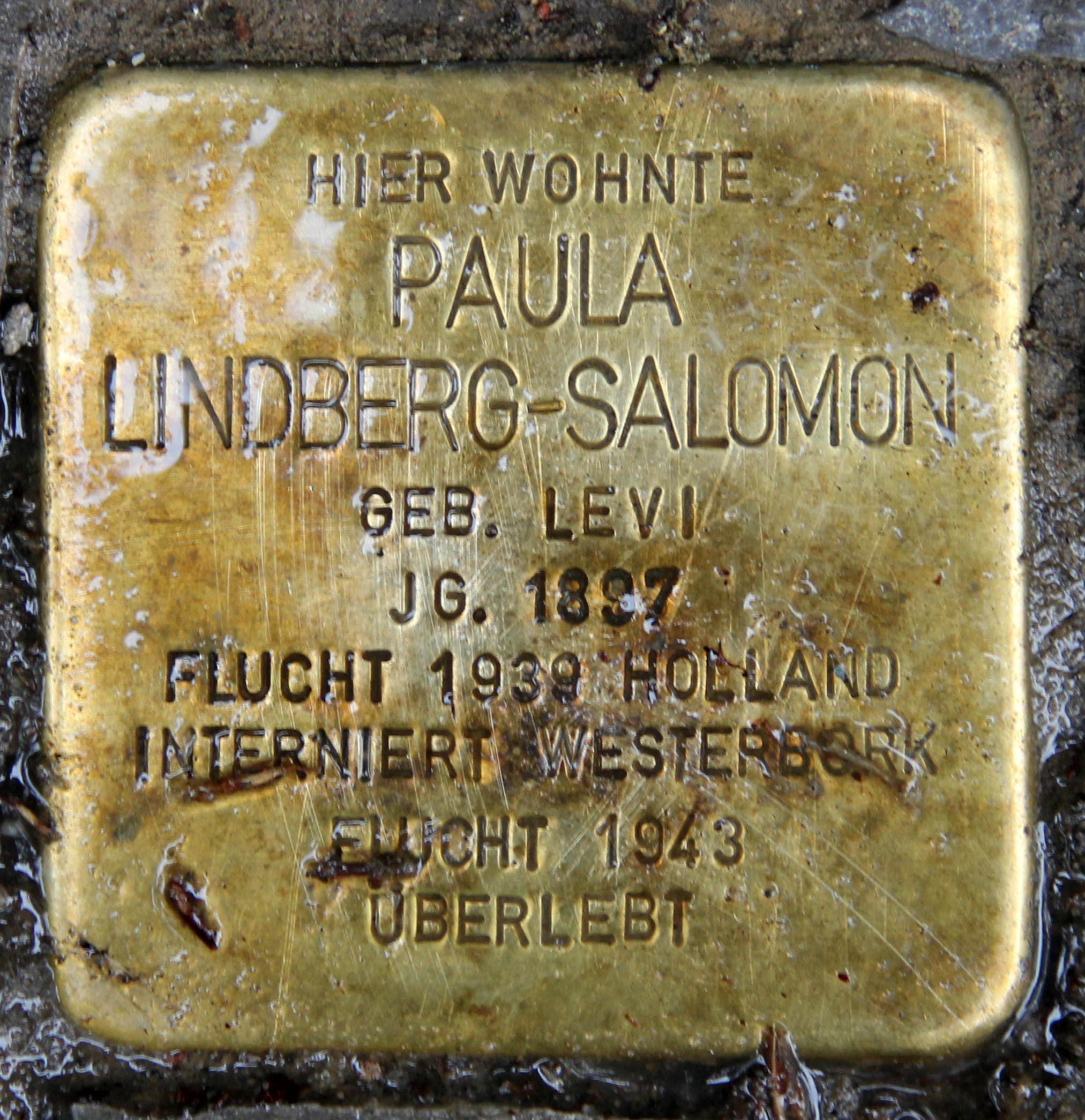
Stolperstein, Wielandstraße 15,
à Berlin-Charlottenburg.

Après la guerre, Lindberg-Salomon vit aux Pays-Bas et s'intègre sans problème dans la vie culturelle hollandaise des concerts et travaille comme professeur de chant au lycée de Musique d'Amsterdam et aux cours d'été du Mozarteum de Salzbourg. En 1947, elle voyage avec son mari dans le sud de la France, où elle récupère l’œuvre de sa belle-fille Charlotte,œuvre que le couple donne au Musée historique juif (Joods Historisch Museum) à Amsterdam en 1971. Elle visite l'Allemagne en 1986 à l'occasion d'une exposition avec les œuvres de sa belle-fille. En 1989, elle fonde un concours international de chanson qui porte son nom, qui depuis lors est organisé tous les deux ans par l'Université des arts de Berlin (Universität der Künste Berlin), et qu'elle supervise activement jusqu'à sa mort. 
Salomon-Lindberg meurt à Amsterdam à l'âge de 102 ans.

## Reconnaissance
Le 21 avril 2012, une Stolperstein est posée devant son ancienne résidence, à Berlin-Charlottenburg, Wielandstraße 15.